# Einar Odhner

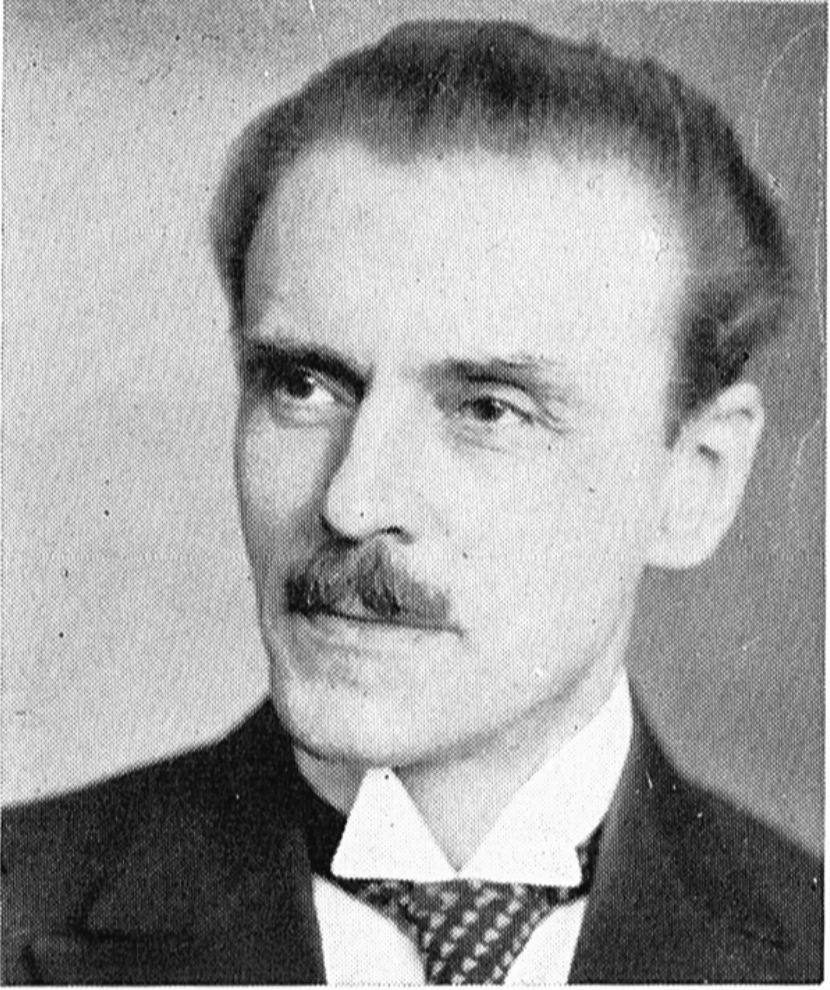
Einar Odhner

Einar Herman Sanfrid Odhner, född 11 maj 1884 i Sjögestad, död 3 september 1972 i Hägersten, var en svensk folkhögskolerektor och författare av mestadels faktalitteratur och läromedel. 

## Biografi
Odhner, som avlade studentexamen 1907 i Linköping, blev fil. kand. i Uppsala 1907. Han innehade tjänster som e.o  ämneslärare vid folkhögskolorna i Molkom 1907-08 och Fränsta 1909–1910, ordinarie ämneslärare vid folkhögskolorna i Grimslöv 1910–1911 och Ronneby 1911–15 samt tjänsten som rektor för Fellingsbro folkhögskola  1915-1945 . Han var 1920–1945 ordförande i Fellingsbro hembygds- och fornminnesförening som han var med och grundade. Han var ordförande i Fellingsbro municipalstämma och fullmäktige samt ledamot av Fellingsbro kommunfullmäktige och kommunalnämnd. Han var vidare åren 1954–1960 och 1966–1969 ordförande för  Sveriges Religiösa Reformförbund samt mångårig redaktör för dess tidskrift Religion och kultur. 
Odhner var son till Herman Odhner och dennes hustru Johanna Maria Stenberij (1849–1932). Einar Odhner gifte sig 29 maj 1909 med Tora Teresia Engström (1884–1959) och de var föräldrar till tre döttrar, bland andra målaren och grafikern Britt Odhner. Efter första makans bortgång gifte sig Odhner 19 juni 1960 med Irma Birgitta Röstlund (1911–1977).